# 温斯罗普 (华盛顿州)
温斯罗普（英語：Winthrop）是美国华盛顿州奧卡諾根縣的一个小镇。它位于Mazama的东边，Twisp的北边。在2000年时，人口普查数据显示温斯罗普区域有1,916人；2010年美國人口普查时，人口增加了394人。